# 3. Sinfonie (Górecki)
Die 3. Sinfonie op. 36 (Symfonia pieśni żałosnych – Sinfonie der Klagelieder) ist das erfolgreichste Werk des polnischen Komponisten Henryk Mikołaj Górecki (1933–2010). Die Sinfonie für Sopran und Orchester besteht aus drei Sätzen. 

## Geschichtliches
Górecki komponierte das Werk, das er seiner Frau widmete, 1976 als Auftragskomposition für den Südwestfunk Baden-Baden. Es wurde am 4. April 1977 in Royan (Frankreich) vom Sinfonieorchester des Südwestfunks Baden-Baden unter der Leitung von Ernest Bour uraufgeführt; das Sopran-Solo sang Stefania Woytowicz.

## Besetzung, Notation und Tonalität
Sopran-Solo, 4 Flöten, 4 Klarinetten, 2 Fagotte, 2 Kontrafagotte, 4 Hörner, 4 Posaunen, Harfe, Klavier, Streicher (mindestens 16 erste und 14 zweite Violinen, sowie 12 Bratschen, 10 Violoncelli und 8 Kontrabässe). 
Die auf den ersten Blick recht starke Orchesterbesetzung täuscht, denn den Großteil des musikalischen Geschehens bestimmen die Streicher. Harfe und Klavier setzen vor allem Akzente, und die Bläser treten fast ausschließlich in Form von Liegetönen in Erscheinung, um die Klangwirkung der überaus dicht gearbeiteten Partitur noch weiter zu intensivieren.
Die Partitur ist ohne Vorzeichen notiert, dennoch lässt jeder Satz eine Grundtonart erkennen. Im ersten Satz ist es e-Moll (genauer: Äolischer Modus auf E), im zweiten b-Moll und im dritten a-Moll/A-Dur. Außerdem wurden alle transponierenden Instrumente entsprechend ihrem tatsächlichen Klang notiert, ein Verfahren, das bei neueren Partituren häufig angewendet wird, um dem Leser die Orientierung zu erleichtern (man spricht in solchen Fällen von einer „in C“ notierten Partitur, nicht zu verwechseln mit C-Dur oder c-Moll als Tonarten).

## Aufbau und Analyse
1. Lento. Sostenuto tranquillo ma cantabile
Lament świętokrzyski z „Pieśni łysogórskich“ (Heiligkreuzer Klage aus den „Liedern aus Łysa Góra“)
2. Lento e largo. Tranquillissimo – cantabillissimo – dolcissimo – legatissimo
Zakopane „Palace“ cela nr 3 ściana nr 3 Błażusiakówna Helena Wanda lat 18, siedzi od 25 IX 44 (Gebet, an die Wand 3 von Zelle 3 im Keller des „Palastes“, des Gestapo-Hauptquartieres in Zakopane, geschrieben; darunter die Worte: Błażusiakówna, Helena Wanda, 18 Jahre, 25. IX. 44)
3. Lento. Cantabile semplice 
Pieśń ludowa z opolskiego (Volkslied im schlesischen Dialekt der Gegend um Oppeln)

Alle drei Sätze der Sinfonie sind langsam gehalten. Sie steigern sich langsam zum jeweiligen Höhepunkt bis zum Einsatz der Stimme in einem stetigen Fluss.
Den drei Sätzen liegen drei polnische Texte zugrunde, in denen sich die tiefe Katholizität Góreckis zeigt:
- Beim ersten Satz handelt es sich um eine Marienklage: Maria beweint ihren gekreuzigten Sohn. Der Text ist in einem in die zweite Hälfte des 15. Jahrhunderts zu datierenden Manuskript aus dem Kloster Heiligkreuz auf dem Kahlen Berg überliefert.
- Der Text des zweiten Satzes ist ein Gebet, das an der Wand einer Zelle im Keller des Gestapo-Hauptquartiers in Zakopane gefunden wurde.
- Der Text des dritten Satzes ist ein oberschlesisches Volkslied aus der Zeit der polnischen Aufstände, in dem eine Mutter um ihren toten Sohn klagt.

## Rezeption
Der eigentliche Erfolg der Sinfonie der Klagelieder stellte sich erst 1992 ein. In einer Aufnahme unter dem Dirigenten David Zinman (Gesang: Dawn Upshaw) war sie damals einige Wochen in den Popcharts vertreten. Die 3. Sinfonie inspirierte die Trip-Hop-Band Lamb zu ihrem Lied Górecki, das es 1997 auf Platz 30 der britischen Singlecharts schaffte.
Góreckis 3. Sinfonie fand Eingang in einige Spielfilme und Fernsehserien, z. B.  Der Bulle von Paris (1985) mit Gérard Depardieu von Maurice Pialat, Fearless – Jenseits der Angst (1993) von Peter Weir, Basquiat (1996) von Julian Schnabel,  Ripley’s Game (2002) von Liliana Cavani, La Grande Bellezza – Die große Schönheit (2013) von Paolo Sorrentino, The Crown (2017) oder  Beautiful Boy (2018) von Felix Van Groeningen.

## Diskografie (Auswahl)
| Jahr | Sopran              | Dirigent             | Orchester                                              | Label                                                                            |
| ---- | ------------------- | -------------------- | ------------------------------------------------------ | -------------------------------------------------------------------------------- |
| 1980 | Stefania Woytowicz  | Jerzy Katlewicz      | Nationales Symphonieorchester des Polnischen Rundfunks | Polskie Nagrania (aufgenommen 1978)                                              |
| 1986 | Stefania Woytowicz  | Ernest Bour          | SWR Sinfonieorchester Baden-Baden                      | Erato 1986, später Belart 1993, Apex 2003 (Mitschnitt der Uraufführung von 1977) |
| 1992 | Dawn Upshaw         | David Zinman         | London Sinfonietta                                     | Nonesuch (Warner)                                                                |
| 1994 | Zofia Kilanowicz    | Antoni Wit           | Nationales Symphonieorchester des Polnischen Rundfunks | Naxos                                                                            |
| 1994 | Joanna Kozłowska    | Kazimierz Kord       | Warschauer Philharmoniker                              | Philips                                                                          |
| 1999 | Zofia Kilanowicz    | Jerzy Swoboda        | Polnische Staatsphilharmonie von Katowice              | Australian Eloquence                                                             |
| 2004 | Yvonne Kenny        | Takua Yuasamphon     | Adelaide Symphony Orchestra                            | ABC Classics                                                                     |
| 2006 | Ingrid Perruche     | Alain Altinoglu      | Sinfonia Varsovia                                      | Naive V5019                                                                      |
| 2009 | Christine Brewer    | Donald Runnicles     | Atlanta Symphony Orchestra                             | Telarc CD80699                                                                   |
| 2012 | Isabel Bayrakdarian | John Axelrod         | DR SymfoniOrkestret                                    | Sony                                                                             |
| 2012 | Susan Gritton       | Yuri Simonov         | Royal Philharmonic Orchestra                           | Alto ALC1204                                                                     |
| 2016 | Barbara Tritt       | Bohdan Boguszewski   | Philharmonie Stettin                                   | DUX 1200                                                                         |
| 2019 | Beth Gibbons        | Krzysztof Penderecki | Nationales Symphonieorchester des Polnischen Rundfunks | Domino                                                                           |